# Trgovišće
 Trgovišće  falu Horvátországban Krapina-Zagorje megyében. Közigazgatásilag Hrašćinához tartozik, azonban Trgovišće a község tényleges központja.

## Fekvése
Krapinától 28 km-re délkeletre a megye északkeleti részén, a Horvát Zagorje területén fekszik.

## Története
A településnek 1869-ben 45, 1910-ben 117 lakosa volt. Trianonig Varasd vármegye Zlatari járásához tartozott.
2001-ben 68 lakosa volt. Trgovišće a község tényleges központja. Itt található a községi hivatal, a postahivatal, az alapiskola, az orvosi rendelő, az üzletek, a közösségi ház és a tűzoltó szerház is. Itt működnek a község művészeti csoportjai a „Meteor” Kulturális Egyesület és a „Srndać” Ifjúsági Egyesület.

## Nevezetességei
- A Fájdalmas Szűzanya tiszteletére szentelt temploma[2] 1735-ben épült. A templom a falu központjában, az utak kereszteződésében található. Az épület egy félköríves szentélyből, egy téglalap alakú hajóból, félköríves oldalkápolnákból és egy harangtoronyból áll. Az épületen számos átalakítás történt. A 18. századból templomhoz egy téglalap alakú hajót építettek félköríves oldalkápolnákkal, és az egész belső teret beboltozták. Ezután a templom jellegzetes háromlevelű alaprajzot kapott, ami ritka a kontinentális Horvátország területén. A templomban értékes, de súlyosan sérült berendezés található. A Fájdalmas Szűzanya középpontban álló kőszobra köré, mely Ivan Jakov Altenbach varasdi szobrász munkája 1692-ből, építették az 1754-ből származó főoltárt.
- A Belošević család kúriája. A kúriát 1848-ban Dragojlo Kušlan báró építtette a szőlőhegyen üdülő és vincellérház számára. Később a Strossmayer család, majd tőlük 1920-ban Stjepan Belošević vásárolta meg. 1957-ig itt élt a horvát Zagorje neves tanító és írónője Štefanija Bernas-Belošević. Ma előadóterem, könyvtár, étterem működik benne.

## Külső hivatkozások
- Hrašćina község hivatalos oldala
- Kastélyok Horvátországban Archiválva 2007. július 12-i dátummal a Wayback Machine-ben